# Туткибаева, Гульжан Усамбековна
Туткибаева Гульжан Усамбековна (род. 12 марта 1964, Алма-Ата, СССР, Казахстан) — казахская прима-балерина, хореограф, балетмейстер, артист балета, педагог. В 1982—2003 годах — солистка (прима-балерина) балетной труппы Казахского Государственного академического театра оперы и балета имени Абая, в 2005-2007 годах - художественный руководитель балета, в 2004-2005, 2009—2012 годах — балетмейстер-постановщик. Народная артистка Республики Казахстан (1996), Лауреат Государственной премии «Дарын» (1992), кавалер ордена «Құрмет» (2009), Профессор Казахской национальной академии искусств имени Темирбека Жургенова (2010).
С 2012 года назначена художественным руководителем балетной труппы Казахского национального театра оперы и балета имени Абая.

## Биография
- Гульжан Туткибаева родилась 12 марта 1964 года в городе Алма-Ата, Казахстан.
- В 1974 году поступила в Московскую государственную академию хореографии.
- Окончила академию в 1982 году и получила среднее профессиональное образование (диплом с отличием) по квалификации «Артист балета».
- В 1996—2000 годах окончила Казахскую национальную академию искусств им. Т. Жургенова, специальность — «Режиссура хореографии» (мастерская Народного артиста КазССР - Заурбека Райбаева).

## Трудовая деятельность
- 1982 - 2003 г. — солистка (прима-балерина) балетной труппы Казахского государственного академического театра оперы и балета имени Абая.
- С 2001 по 2021 год - заведующая кафедрой «Режиссура хореографии» факультета «Хореография» Казахской национальной академии искусств имени Т. Жургенова.
- 2005 - 2007 г. - художественный руководитель балета Казахского государственного академического театра оперы и балета имени Абая.
- 2004-2005, 2009 - 2012 г. - балетмейстер-постановщик Казахского государственного академического театра оперы и балета имени Абая.
- с 2012 по настоящее время - художественный руководитель балетной труппы Казахского национального академического театра оперы и балета имени Абая.
- С 2021 по 2022 - преподаватель классического танца Алматинского хореографического училища имени А. Селезнёва.

## Творчество

#### За время работы примой-балериной в Театра оперы и балета имени Абая исполнила все ведущие партии балетов классического наследия
- Одетта-Одиллия — П. И. Чайковский  «Лебединое озеро»;
- Принцесса Аврора — П. И. Чайковский «Спящая красавица»;
- Маша - П. И. Чайковский «Щелкунчик»;
- Китри - Л. Минкус «Дон Кихот»;
- Жизель - А. Адан «Жизель»;
- Медора - А. Адан «Корсар»;
- Эгина - А. Хачатурян «Спартак»;
- Зарема - Б. Асафьев «Бахчисарайский фонтан»;
- Сильфида - Х. Левенсхёльд «Сильфида»;
- Раймонда - А. Глазунов «Раймонда»;
- Кончитта - А. Рыбников «Юнона и Авось»;
- Кармен - Ж. Бизе, Р. Щедрин «Кармен-сюита»;
- Царица Шамхат - Т. Мынбаев "Фрески" и другие.

#### Постановки в качестве балетмейстера
1. Массовый концертный номер на музыку А.Хачатуряна из сюиты «Маскарад» (ГАТОБ им. Абая, 2004 г.);
2. Танцевальные номера в спектакле «Абылай-хан» на музыку Е.Рахмадиева (ГАТОБ им. Абая, 2004 г.);
3. Одноактный балет на музыку А.Шнитке «Сюита в стиле Антико» (ГАТОБ им. Абая, июнь 2005 г.);
4. Одноактный балет на музыку Д.Шостаковича «Чарли» (ГАТОБ им. Абая, 2005 г);
5. Массовый концертный номер на музыку С. С. Прокофьева «Вальс» (КазНАИ им. Т.Жургенова, декабрь 2008 г.);
6. Дивертисмент на музыку П. И. Чайковского (ГАТОБ им. Абая 2009 г.);
7. Постановочная работа концертного номера из балета Левенсхольда «Сильфида» к праздничному мероприятию, посвященному Дню Независимости РК (г. Астана, 2009 г.);
8. Постановка спектакля «Щелкунчик» П. И. Чайковского в новой редакции (ГАТОБ им. Абая, 2010 г.);
9. Постановка танцевального номера в опере Р.Вагнера «Тангейзер» (г. Алматы, ГАТОБ им. Абая, ноябрь 2010 г);
10. Постановка номера на Вечеру памяти профессора Тлеубаева М. Ж. (г. Алматы ГРУТМК им. Кужамьярова, май 2010 г.) ;
11. Постановка и разработка идеи спектакля (кантаты-балета) К.Орфа «Кармина Бурана» (ГАТОБ им. Абая, сентябрь 2012 г.) ;
12. Постановка танцевальных фрагментов в опере «Кармен» (ГАТОБ им. Абая, май 2015 г.);
13. Постановка двухактного спектакля «Легенды Великой Степи», на музыку казахстанских композиторов (ГАТОБ им. Абая, июнь 2015 г, к 550-летию образования Казахского ханства) ;
14. Постановка двухактного спектакля «Коппелия» Л.Делиб (ГАТОБ им. Абая, май 2017 г.).
15. Новая редакция балета "Лебединое озеро" П. И. Чайковского (ГАТОБ им. Абая, 2018 г.);
16. Восстановление балета "Шопениана" Ф. Шопен (ГАТОБ им. Абая, апрель 2019 г.);
17. Постановка новой редакции балета "Корсар" А. Адан (ГАТОБ им. Абая, 2020 г.);
18. Возобновление балета "Спартак" А. Хачатуряна (КазНТОБ им. Абая, 2021 г.);
19. Возобновление балета "Фрески" Т. Мынбаева (КазНТОБ им. Абая, 2022 г.);
20. Новая редакция балета "Сильфида" Г. Левенсхольда (КазНТОБ им. Абая, 2023 г.).

#### Участие в престижных Международных конкурсах артистов балета
- VI Международный конкурс артистов балета (Москва, 1989). После исполнения вариации Гамзатти из балета «Баядерка» на сцене Большого театра во втором туре конкурса публика восемь раз вызывала Гульжан Туткибаеву на поклон.
- Международный конкурс артистов балета в Варне (Болгария, 1990);
- Международный конкурс артистов балета в г. Джексон (США, 1990);
- Гульжан Туткибаева является лауреатом международного фестиваля «Приз традиций» под председательством мэтра мировой хореографии Ю. Н. Григоровича (1998);

## Награды
- Народная артистка Республики Казахстан (1996)[1]
- Кавалер ордена «Құрмет» (2009)
- Лауреат Государственной премии «Дарын» (1992)
- Профессор Казахской национальной академии искусств имени Т. Жургенова (2010)
- Доцент искусствоведения Казахской национальной академии искусств имени Т. Жургенова (2006)

## Дополнительно
- Член комиссии по Государственным премиям Республики Казахстан;
- Член художественного совета Министерства культуры и спорта Республики Казахстан;
- Член правления Союза хореографов Казахстана;
- Член жюри Международного конкурса артистов балета (Сеул, 2007);
- Член жюри XIV Международного конкурса артистов балета, посвященный 95-летию Юрия Григоровича (Москва, 2022);
- Член жюри Международный балетного фестиваля «Бенуа де ла Данс» (Benois de la Dansе), известный в мире как «Балетный Оскар» (Москва, 2023);
- Член жюри IX Международного конкурса Юрия Григоровича «МОЛОДОЙ БАЛЕТ МИРА» (Сочи, 2023);
- Член жюри I Международного молодежного конкурса артистов балета "ГРАН ПРИ НАДЕЖД" (Москва, 2024);
- Член жюри XVIII Международного конкурса артистов балета (Сеул, 2025).